# Намюр (провинция)
Вижте пояснителната страница за други значения на Намюр.
Намюр (на френски: Namur) е провинция в Южна Белгия, част от Валония. Граничи с провинция Ено на запад, Франция на юг, провинция Люксембург на югоизток, провинция Лиеж на североизток и провинция Валонски Брабант на север. Площта на провинцията е 3666 км², а населението – 493 073 души (по приблизителна оценка от януари 2018 г.). Административен център е град Намюр.
Провинция Намюр се подразделя на три окръга: Динан, Намюр и Филипвил.